# Niefanga spinosa
Genre
Espèce
Niefanga spinosa, unique représentant du genre Niefanga, est une espèce d'opilions laniatores de la famille des Assamiidae.

## Distribution
Cette espèce est endémique du Río Muni en Guinée équatoriale. Elle se rencontre dans le parc national de Monte Alén.

## Description
Le mâle holotype mesure 2,55 mm et les femelles de 3,12 à 3,65 mm.

## Publication originale
- Santos & Prieto, 2010 : « Los Assamiidae (Opiliones: Assamiidae) de Río Muni (Guinea Ecuatorial), con la descripción de ocho nuevas especies. » Revista de Biologia Tropical, vol. 58, no 1, p. 203–243.